# Como ama una mujer
A Como ama una mujer (magyarul: „Ahogy szeret egy nő”) Jennifer Lopez első teljes egészében spanyol nyelvű albuma. Az album producerei többek közt a kolumbiai alkotók, Estéfano és Julio Reyes, akik Thalía El sexto sentido című albumának is producerei voltak.

## Az albumról
A J.Lo-tól megszokott, pörgős albumok teljes ellentéte az érzelmes és szenvedélyes spanyol korongnak. Főként az R&B és a soul vonalak a jellemzőek, de a latin hangzás is erős. Egy nyugodt, lassú albumról van szó.
Az albumhoz a fotókat Markus Klinko és Indrani készítette 2006. szeptember 4-én és 5-én New Yorkban.
Az első kislemez a ¿Qué hiciste?, amelyet Amerikában januártól, Európában február közepétől játszanak a rádiók. A dal refrénjét Marc Anthony álmodta meg, álmában a legendás spanyol énekesnő, Rocío Dúrcal énekelte a refrént kérlelvén Marc-ot, hogy ezt a dalt Jennifernek kell énekelnie. A hozzátartozó videóklipet még 2006 októberében vették fel Las Vegas mellett.
Rendezője Michael Haussman, többek között Justin Timberlake SexyBack és Shakira La Tortura című videóinak rendezője.
Négy dal elkészítésében J.Lo-nak segítségére volt a Londoni Szimfonikus Zenekar, valamint az argentin latin rock énekes, Fito Páez, aki együtt dolgozott Marc Anthony-val.
A Porque la vida es así című dal internetes pletykák szerint Jennifer új filmjének, a Bordertownnak lesz a betétdala.
A bónusz dal, a ¿Quién será? eredetileg 2005-ben került felvételre a Shall We Dance? című filmhez. Angol megfelelője a Sway, amit Pussycat Dolls énekel.

## Dallista
| #   | Cím                                                                | Hossz |
| --- | ------------------------------------------------------------------ | ----- |
| 1.  | ¿Qué hiciste? (’Mit tettél?’)                                      | 4:57  |
| 2.  | Me haces falta (’Hiányzol nekem’)                                  | 3:37  |
| 3.  | Como ama una mujer (’Ahogy egy nő szeret’)                         | 6:01  |
| 4.  | Te voy a querer (’Akkor is szeretni foglak’)                       | 4:40  |
| 5.  | Porque te marchas (’Mert elmész’)                                  | 4:33  |
| 6.  | Por arriesgarnos (Featuring Marc Anthony) (’Hogy megkockáztassuk’) | 3:31  |
| 7.  | Tú (’Te’)                                                          | 4:10  |
| 8.  | Amarte es todo (’Szeretni téged számomra minden’)                  | 4:00  |
| 9.  | Apresúrate (’Siess’)                                               | 5:02  |
| 10. | Sola (’Magányosan’)                                                | 5:17  |
| 11. | Adiós (’Viszlát’)                                                  | 4:09  |

### Bonus track
| #  | Cím                      | Hossz |
| -- | ------------------------ | ----- |
| 1. | ¿Quién será? (Ki lehet?) | 3:51  |

## Slágerlisták
| Slágerlista (2007)                      | Rövidítés     | Jelenlegi pozíció | Minősítés  | Eladások (db) |
| --------------------------------------- | ------------- | ----------------- | ---------- | ------------- |
| Billboard Albums Chart (E.Á.)           | Billboard 200 | 10                |            | 300 452       |
| Billboard Top Latin Albums Chart (E.Á.) | Billboard     | 1                 |            | 300 452       |
| Kanadai Album Chart                     |               | 73                |            |               |
| Német Album Chart                       | Media Control | 4                 | Arany      | 150 000       |
| Francia Album Chart                     | IFPI          | 11                |            | 33 100        |
| Olasz Album Chart                       |               | 2                 | Arany      | 40 000        |
| Mexikói Album Chart                     |               | 6                 | Platina    | 100 000       |
| Spanyol Album Chart                     |               | 2                 | 1x Platina | 70 000        |
| Svéd Album Chart                        |               | 49                |            |               |
| Svájci Album Chart                      | Media Control | 1                 | PLATINA    | 30 000+       |
| Magyar Album Chart                      | MAHASZ        | 3                 | Arany      | 10 000        |
| Ausztriai Album Chart                   |               | 10                |            |               |
| Lengyel Album Chart                     |               | 18                |            |               |
| Világ Chart                             | World Chart   | 9                 |            | 1 100 000     |

## Tervezett kislemezek
1. Qué hiciste (2007. január)
2. Me haces falta (2007. április, Spanyolországban)
3. Te voy a querer (2007. május vagy június, Latin-Amerikában)
4. Como ama una mujer (2007. szeptember, nem hivatalos)